# Neptunalia

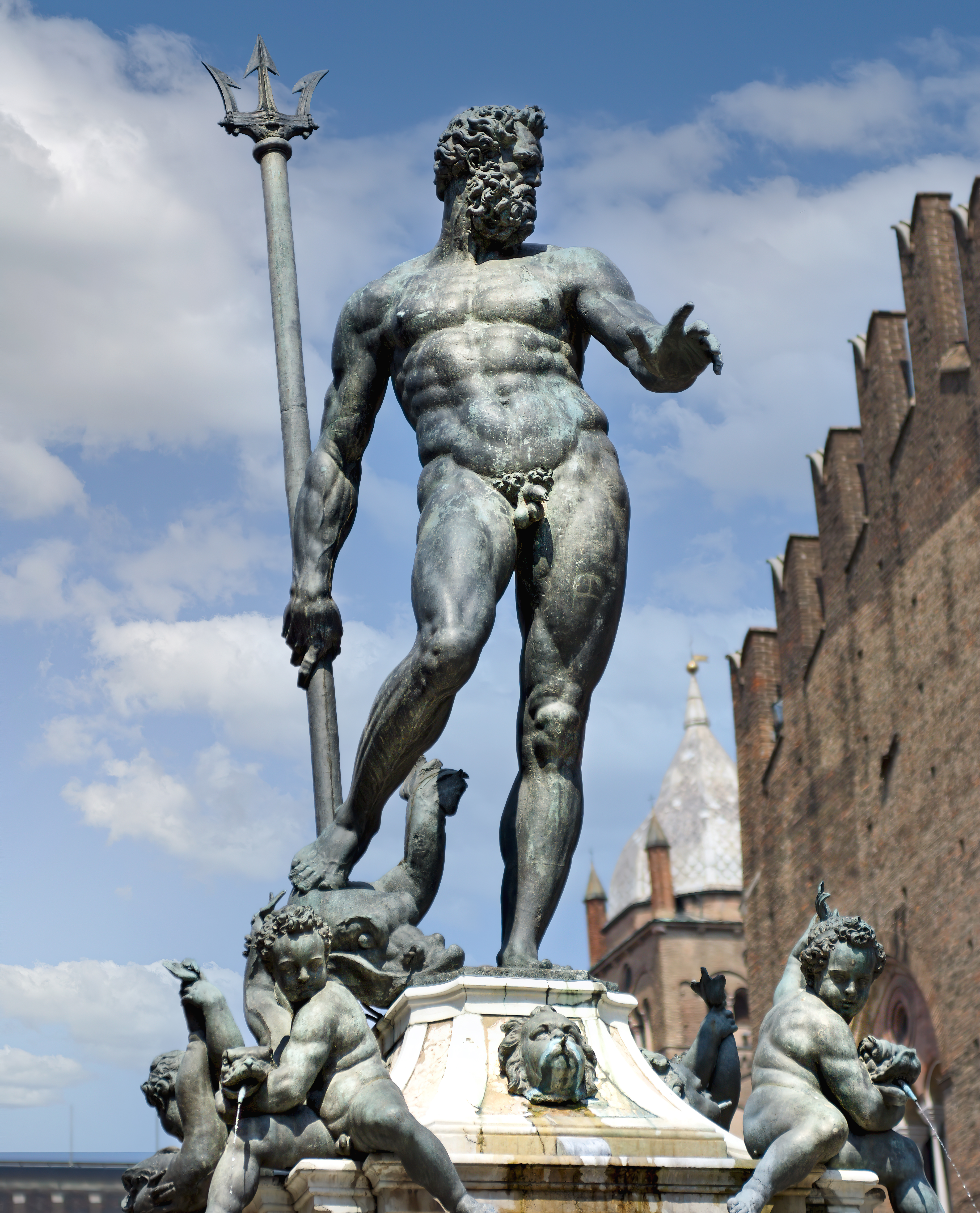
La fuente de Neptuno (1563-1566), plaza Mayor de Bolonia, de Giambologna

La Neptunalia fue un festival ancestral de dos días de duración en honor al dios Neptuno, celebrado en Roma en el calor y la sequía del verano, probablemente el 23 de julio (Marco Terencio Varrón, De lingua Latina vi.19).  Era uno de los dies comitiales, cuando los comités de ciudadanos podían votar sobre asuntos civiles o criminales. En el antiguo calendario este día se señala como Nept. ludi et feriae, o Nept. ludi, del que Leonhard Schmitz (in Smith, see link) dedujo que el festival se celebraba con juegos. Respecto a las ceremonias de este festival nada se conoce, salvo que la gente solía construir cabañas con ramas y hojas (umbrae, según Rufo Festo, ), en los que probablemente celebraban banquetes, bebían y se divertían (Horacio Carmina iii.28.1, &c.; Tertuliano De Spectaculis ("Sobre Celebraciones"). Compárese con las "barracas" en las que los judíos celebraban el Sucot.